# Saab 21
Saab 21 er et kampfly designet og bygget af Svenska Aeroplan AB til det svenske Flygvapnet, der benyttede flyet i perioden 1945-1953. Flyet fandtes i to versioner J 21, der var et jagerfly og A 21, der var en jagerbomber.

## Udvikling og design
Under den spændte situation i Europa i slutningen af 1930'erne og ved 2. verdenskrigs udbrud ønskede Sverige at fastholde sin neutralitet ved at opretholde et stærkt militær. Sverige havde dog vanskeligt ved at købe våben i udlandet på grund af udlandets restriktioner mod våbeneksport til bl.a. Sverige. Sverige var derfor afhængig af selv at kunne udvikle og fremstille egne moderne våben, herunder moderne kampfly.
Det oprindelige designstudie blev påbegyndt i 1939 og var baseret på brugen af den britiske Bristol Taurus stjernemotor. Flyets design var utraditionelt med et centralt skrog og to halebomme med hver sin halefinne og var det første svenske militærfly med næsehjul. Motoren var placeret bagerst i det centrale skrog, hvor den drev en propel, der skubbede flyet. Projektet lå i dvale indtil 1940, hvor der blev indgået en aftale med den svenske stat og SAAB om udvikling af et nyt svensk jagerfly, der skulle kunne forsvare svensk luftrum. I løbet af 1941 blev projektet færdiggjort. Det endelige design af Saab 21 blev baseret på en licensbygget udgave af den nyudviklede tyske motor Daimler-Benz DB 605, der også blev anvendt i bl.a. Messerschmitts Bf 109 og Bf 110.
Designet med propellen placeret bag på det centrale skrog havde den fordel, at det gav piloterne frit udsyn, ligesom det var muligt at placere kraftig bevæbning i flyets næse. Omvendt var det risikabelt for piloterne at forlade flyet under en nødsituation, da de risikerede at blive ramt af propellen. For at sikre piloterne arbejdede Saab med løsninger, hvor propellen kunne skydes væk fra flyet, men endte i stedet med en løsning med et katapultsæde udviklet af Bofors specielt til Saab 21. Løsningen med katapultsædet blev ikke patenteret, hvilket senere skabte kontrovers med englænderen Martin Baker, der efterfølgende patenterede et katapultsæde. Motorens placering bagerst i det centrale skrog gjorde det nødvendigt at udvikle nye løsninger til køling. Det endelige design, der også benyttede et næsehjul, blev testet i 1943.
Flygvapnet bestilte tre prototyper (J 21A-1, J 21A-2 og J 21A-3) af det nye fly, der fik sin jomfruflyvning den 30. juli 1943 af Saabs testpilot Claes Smith. Flyvningen skete efter grundige tests og forberedelser, men startbanen hos SAAB var lidt for kort, og flyet lettede først ved banens kant, hvilket forårsagede skader på understellet, hvilket medførte, at hovedhjulene brød sammen ved den efterfølgende landing.
Flygvapnet bestilte i alt 298 fly i tre udgaver, der blev leveret i årene 1945-1949.
Efter afslutningen af 2. Verdenskrig fik Sverige adgang til at købe udenlandske jetmotorer, og flyet blev herefter redesignet med en de Havilland Goblin turbojet-motor, og herefter produceret under navnet Saab 21R. R'et står for rea(ktions)motor (tidligere svensk betegnelse for jetmotor).

## J 21
J 21 ("J"et står for jaktflygplan; (svensk)) var et jagerfly baseret på prototyperne J 21A-1 og J 21A-2. Det første serieproducerede J 21 fløj den 20. december 1944.
Under flyet kunne monteres op til otte 8 mm maskingeværer, hvorved det totale antal våben i flyet kom op på 13.
Det var oprindeligt planen at lade otte svenske flyflotiller anvende flyet, men flyet fungerede ikke godt i rollen som jagerfly, og produktionen af J 21 blev derfor stoppet. Saab fortsatte imidlertid med at fremstille flyet i versionen som jagerbomber, A 21, hvor den begrænsede stigeevne og træge manøvrering var mindre væsentlig.

## A 21
A 21 ("A"et står for attackflygplan; (svensk)) var en jagerbomber baseret på prototypen J 21A-3. Efter at J 21 var taget i tjeneste ved Svea flygflottilj (F 8) til prøvning, indså Flygvapnet, at flyets udformning og andre karakteristika gjorde det anvendeligt også som bombefly. Der blev derfor bestilt 120 eksemplarer af versionen B 21 som bombefly til Västgöta flygflottilj (F 6) og Skaraborgs flygflottilj (F 7). Inden leveringen ændrede Flygvapnet imidlertid holdning og besluttede i stedet at anvende de bestilte fly som jagerbombere. Dette var ikke blot et spørgsmål om benævnelse af flyet, men vedrørte også hvilken taktik, der skulle benyttes for flyet, idet det svenske forsvar havde fået raketter og missiler i våbenarsenalet. Flyet blev benævnt som Saab 21 A-3, J 21 A-3, B 21 A-3 og A 21 A-3.
Forskellen mellem J 21 og A 21 bestod alene i de forskellige bevæbningsalternativer og lastpylonerne under vingerne. Bombelasten kunne erstattes af to 18 cm raketter eller otte 14,5 cm raketter eller to napalmbomber. Første leverance af A 21 fandt sted 1947 til Skaraborgs flygflottilj, der kom til at anvende flyet i begrænset omfang. A 21 blev i 1948 hovedtypen ved Västgöta flygflottilj, som i en periode var den eneste flotille, der anvendte A 21.

## Versioner
Der blev i alt fremstillet 302 eksemplarer af Saab 21 i de forskellige varianter.
- J 21A-1: Udstyret med en 20 mm maskinkanon, Hispano, og to 13,2 mm maskingeværer. 59 eksemplarer fremstillet.
- J 21A-1: Udstyret med en 20 mm maskinkanon, Bofors, og fire 13,2 mm maskingeværer. 124 eksemplarer fremstillet.
- J 21A-3: Samme bevæbning som J 21 A-2, samt forsynet med lastpyloner for bomber og raketter. Også kaldet B 21A-3 eller A 21A. 119 eksemplarer fremstillet.

Den propeldrevne Saab 21 blev senere videreudviklet til en model drevet af en jetmotor og fik betegnelsen Saab 21R.

## Galleri
- Saab J 21A
- Tegning af flyet i luften
- Saab J-21